# Eric Heiden
Eric Arthur Heiden, M.D. (Madison, 14 de junho de 1958) é um ex-patinador estadunidense, ganhador de cinco medalhas de ouro olímpicas nos Jogos Olímpicos de Inverno de 1980, em Lake Placid. Além das medalhas, Heiden bateu quatro recordes olímpicos e um mundial nesses jogos.
Após encerrar sua carreira na patinação de velocidade, tornou-se ciclista profissional.